# Museo civico di Todi
Il museo civico di Todi è sito in Piazza del Popolo, negli ultimi piani del Palazzo del Capitano e del Palazzo del Popolo.
Il museo riassume la storia della città tuderte, mostrando e catalogando oggetti rinvenuti in città e nei dintorni, tra cui una lastra marmorea datata X-XI secolo con l'effigie di San Fortunato, del Cristo Redentore e San Cassiano, un plastico in legno raffigurante il tempio della Consolazione risalente al 1571 ed attribuito a Ventura Vitoni, nonché la sella di Anita Garibaldi
Il museo è stato ristrutturato e riaperto nel 1997.

## Le sezioni del museo

### La sezione archeologica
La prima sezione ospita ceramiche che attestano gli scambi commerciali fra la colonia fida Tuder (Todi) e Vulsinii (Orvieto), prevalentemente ceramiche di stile greco con figure rosse e nere, ma anche oggetti domestici, monili ornamentali femminili e terrecotte architettoniche, tra cui delle antefisse con tracce di pittura originale.
Non mancano degli oggetti in bronzo (tra cui ex voto), tra le più antiche forme d'arte della zona. All'interno del museo si può vedere una copia del prezioso Marte di Todi, statua bronzea risalente al V sec. a. C. rinvenuta nel 1835 nei dintorni del Convento di Montesanto e oggi custodita nelle collezioni dei Musei Vaticani a Roma.

### La sezione numismatica
La 2ª sezione consta di 1475 pezzi, tra cui 130 pezzi attribuibili alla zecca cittadina (di Todi).
Le monete esposte nel museo sono:
- preromane,
- greche,
- romane repubblicane e imperiali,
- ostrogote,
- bizantine,
- medievali
- moderne.

### La sezione dei tessuti
La 3ª sezione ospita sia paramenti sacri che vestiti artigianali di varia provenienza e di varie epoche.

### La sezione della ceramica
Le ceramiche della 4ª sezione spaziano dall'VIII al XVIII secolo e sono di varia provenienza.
La sala è stata decorata a partire dagli inizi del 1600 fino al 1900.
Alla fase iniziale appartengono i ritratti di uomini illustri tuderti, più l'affresco di Todi col suo hinterland, opere realizzate da Pier Paolo Sensini.
Al periodo tra il 1729 e il 1721 appartengono le decorazioni murarie di Ignazio Mei sulla leggenda della fondazione di Todi e sull'ingresso nella città dell'imperatore Traiano.

### La Pinacoteca
In questa sezione vi sono opere di Giovanni di Pietro detto lo Spagna e del Ferraù Fenzoni detto il Faenzone.